# ایناپور، شوراپور
ایناپور، شوراپور (به انگلیسی: Ainapur, Shorapur) یک منطقهٔ مسکونی در هند است که در کارناتاکا واقع شده‌است.

## خصوصیات
ایناپور ۴۹۳ نفر جمعیت دارد.